# NOFX
NOFX er et amerikansk punk/rock band som startede i 1983. Det originale band bestod af sanger/bassist "Fat Mike" (Mike Burkett) guitarristen Eric Melvin og Erik Sandin på trommer.

## Medlemmer
Gennem årene har NOFX skiftet bandets medlemmer mange gange. I 1985 flyttede Erik Sandin til Santa Barbara og de fandt et nyt medlem som hed Scott Sellers, men senere flyttede han til San Diego og kunne derfor ikke være med i bandet mere. Så fandt de en ny der hed Scott Aldahl som erstatning for Scott Sellers. De fik også en ny sanger som hed Dave Allen. Efter en turne i 1985 flyttede Mike til San Francisco, Dave døde i en bilulykke og Scott skred. Erik Sandin boede stadig i Santa Barbara men de fik ham overtalt til at være med i bandet igen. Senere fik de et nyt medlem der hed Dave Casillas. Efter nogle turnerer blev de andre medlemmer af bandet enige om at Dave Casillas ikke var særligt god til at spille Guitar og smed ham ud af bandet. Derefter kom Steve Kidwiller med i bandet, men han skred da han mente at de andre i bandet tog for mange stoffer. De fandt senere en fyr der hed Aaron, men da der allerede var to Erik'er var de nødt til at finde et kaldenavn til ham. Aaron blev derefter kendt som "El-Hefe".
| 1983                                                           | 1985                                                                                   | 1986 (Holdt i 2 uger)                                                       | 1986                                                                                  | 1989                                                                                    | 1991                                                                            |
| -------------------------------------------------------------- | -------------------------------------------------------------------------------------- | --------------------------------------------------------------------------- | ------------------------------------------------------------------------------------- | --------------------------------------------------------------------------------------- | ------------------------------------------------------------------------------- |
| Erik Sandin (trommer) Eric Melvin (guitar) Fat Mike (bas, vox) | Scott Sellers (trommer) Erik Sandin (trommer) Eric Melvin (guitar) Fat Mike (bas, vox) | Scott Aldahl (trommer) Dave Allen (vox) Eric Melvin (guitar) Fat Mike (bas) | Erik Sandin (trommer) Eric Melvin (guitar) Fat Mike (bas, vox) Dave Casillas (guitar) | Erik Sandin (trommer) Eric Melvin (guitar) Fat Mike (bas, vox) Steve Kidwiller (guitar) | Erik Sandin (trommer) Eric Melvin (guitar) Fat Mike (bas, vox) El Hefe (guitar) |